# Nieuwe Feiten
Nieuwe Feiten is een Vlaams radioprogramma van Radio 1. Het wordt elke weekdag gepresenteerd door Lieven Vandenhaute.

## Geschiedenis
Het programma startte onder de naam Nieuwe Feyten, naar de eerste presentator Flip Feyten.

## Inhoud
In Nieuwe Feiten gaat Vandenhaute op zoek naar opmerkelijk nieuws van de dag.  
Het programma werd in januari 2014 naar het middaguur verplaatst, waar het voorheen van 19u tot 20u stond geprogrammeerd. In 2018 werd Vandenhaute kortstondig vervangen door Jan Hautekiet en Koen Fillet, toen Vandenhaute zelf enige tijd met een knieblessure kampte.
Sinds 2018 zijn de afleveringen van het radioprogramma ook in een podcastversie beschikbaar.

## Rubrieken
Lijst van terugkerende rubrieken, die vaak eens per week, op een vaste dag terugkeren: 
- Held van de Week
- Het Ontbreekwoordenboek (tot juni 2024 met Rick de Leeuw, vanaf september 2024 met Wouter Deprez)[4]
- Joeri Buiten (met Joeri Cortens)[5]
- Vraag het aan Rika (met relatie-expert Rika Ponnet)
- De ontdekking van België en Examen Vlaams met een Nederlandse correspondent (eerst Sander Van Hoorn, sinds 2023 Annelies Bontjes)
- Coucou de France, met komiek Alex Vizorek
- Coucou de Namur (vanaf 2023), met journalist Christophe Deborsu
- De Vrijdagquiz (voorheen Woensdagquiz)
- London calling, met Lia Van Bekhoven.

Terugkerende onderwerpen zijn ook taal, dieren, planten of andere concrete natuurwetenschappelijke of maatschappelijke vragen, waarvoor dan telkens een expert opgebeld wordt.
Vaak wordt ingespeeld op de actualiteit.

### Middagjournaal
Het programma Nieuwe Feiten eindigt altijd met de rubriek Middagjournaal, waarin een "boeiende gast" vijf opeenvolgende dagen in een radiocolumn van een vijftal minuten persoonlijke overwegingen ventileert, vaak humoristisch.
Bekende terugkerende gasten zijn Nico Dijkshoorn, Jovanka Steele, cabaretduo Grof Geschud, Bas Birker en Johan Terryn. In eerdere jaargangen waren dit onder andere Dominee Gremdaat en San F. Yezerskiy.